# Kerodon
Kerodon és un gènere de rosegador de la família dels càvids. Les dues espècies d'aquest grup viuen a Sud-amèrica. Igual que els seus parents, els capibares i els dolicotins, els membres d'aquest gènere són molt socials. Kerodon, com els capibares, practica la poligínia i els mascles tenen harems. Basant-se en la tècnica del rellotge molecular, approach, Opazo suggerí que el gènere Kerodon se separà del gènere Hydrochoerus (capibares) a finals del Miocè mitjà.